# Théséide de Vienne
La Théséide est un manuscrit du texte de Boccace conservé à la Bibliothèque nationale autrichienne à Vienne, traduit et copié dans l'entourage de René d'Anjou et dont les miniatures sont attribuées à Barthélemy d'Eyck et au Maître du Boccace de Genève. 

## Historique du manuscrit
Il Teseida delle Noze d'Emilia est un texte rédigé par le jeune Boccace à la cour napolitaine de Robert d'Anjou. Elle raconte les aventures du héros Thésée transformées en roman de chevalerie. Un siècle plus tard, une traduction du texte est effectuée dans l'entourage de René d'Anjou. Le traducteur ou le commanditaire pourrait être Louis de Beauvau. Plusieurs copies sont effectuées mais le manuscrit 2617 de Vienne est le seul enluminé. Les miniatures sont exécutées en deux campagnes. La première a lieu dans les années 1460 sans doute en Provence : les sept miniatures sont attribuées au Maître du cœur d'amour épris, alias Barthélemy d'Eyck. La deuxième campagne a lieu dans les années 1470 en Anjou et est sans doute de la main du Maître du Boccace de Genève. 
Par la suite, le manuscrit entre en possession de Marguerite d'Autriche (1480-1530). Il est par la suite dans les mains de Matthias Ier du Saint-Empire qui le fait rentrer dans les collections impériales. Il est mentionné dans la bibliothèque impériale de Vienne depuis 1749 ou 1752.

## Composition du manuscrit
L'ouvrage contient une grande lettrine au début de l'ouvrage et 14 grandes miniatures couvrant une demi page voire une double page. 
Les enluminures réalisées par Barthélemy d'Eyck sont, outre une initiale historiée représentant Boccace dans son atelier (f.3), des miniatures représentant une scène de dédicace (f.14v), La Victoire de Thésée contre les Amazones (f.18v-19), Le Triomphe de Thésée à Athènes (f.39), Émilie au jardin (f.53), La Libération d'Arcita (f.64), Émilie témoin du duel d'Arcita et Palamon (f.76v-77) La Prière d'Arcita, Émilie et Palamon (f.102). Les décorations des marges se rapprochent de celles que l'on retrouve dans les Heures Morgan (Pierpont Morgan Library, M358), elles aussi attribuées en partie à Barthélemy d'Eyck.
Celles réalisées par le Maître du Boccace de Genève sont La Réunion des princes devant le trône de Thésée (f.91), La Victoire d'Arcita (f.121), Arcita blessé par une furie envoyée par Vénus et Le Mariage d'Arcita et Émilie sur le lit de mort (f.138v-139), Les Funérailles d'un prince grec (f.152), Émilie embrassant Arcita mourant (f.169) et Le Mariage d'Émilie et Palamon (f.182). Les décorations marginales ressemblent beaucoup à celles du Livre de Cœur d'Amour épris conservé aussi à Vienne et aussi attribué à Barthélemy d'Eyck. Il pourrait s'agir du même enlumineur chargé de ces marges dans les deux ouvrages.